# جورج بيدل أيري

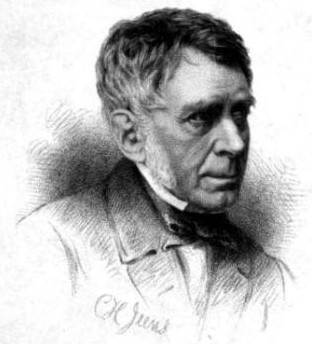
جورج بيدل أيري

السير جورج بيدل أيري (بالإنجليزية: George Biddell Airy) ـ (27 يوليو 1801 - 2 يناير 1892) فلكي بريطاني تخصص في المغناطيسية والأرصاد الجوية.

## حياته
تخرج في جامعة كمبرج سنة 1823م وأصبح أستاذا لعلم الفلك فيها بين سنة 1826 -1835م.
عين ايري رئيسا للجمعية الفلكية الملكية ومديرا لمرصد غرينتش وقد أعاد تنظيم المرصد كليا وعمل على ابرازه كما هو في الوقت الحاضر.
حصل أيري على وسام كوبلي سنة 1831 وانتخب زميلًا للجمعية الملكية سنة 1836 وشغل منصب رئيس الجمعية بين عامي 1871 و1873.

## إنجازاته

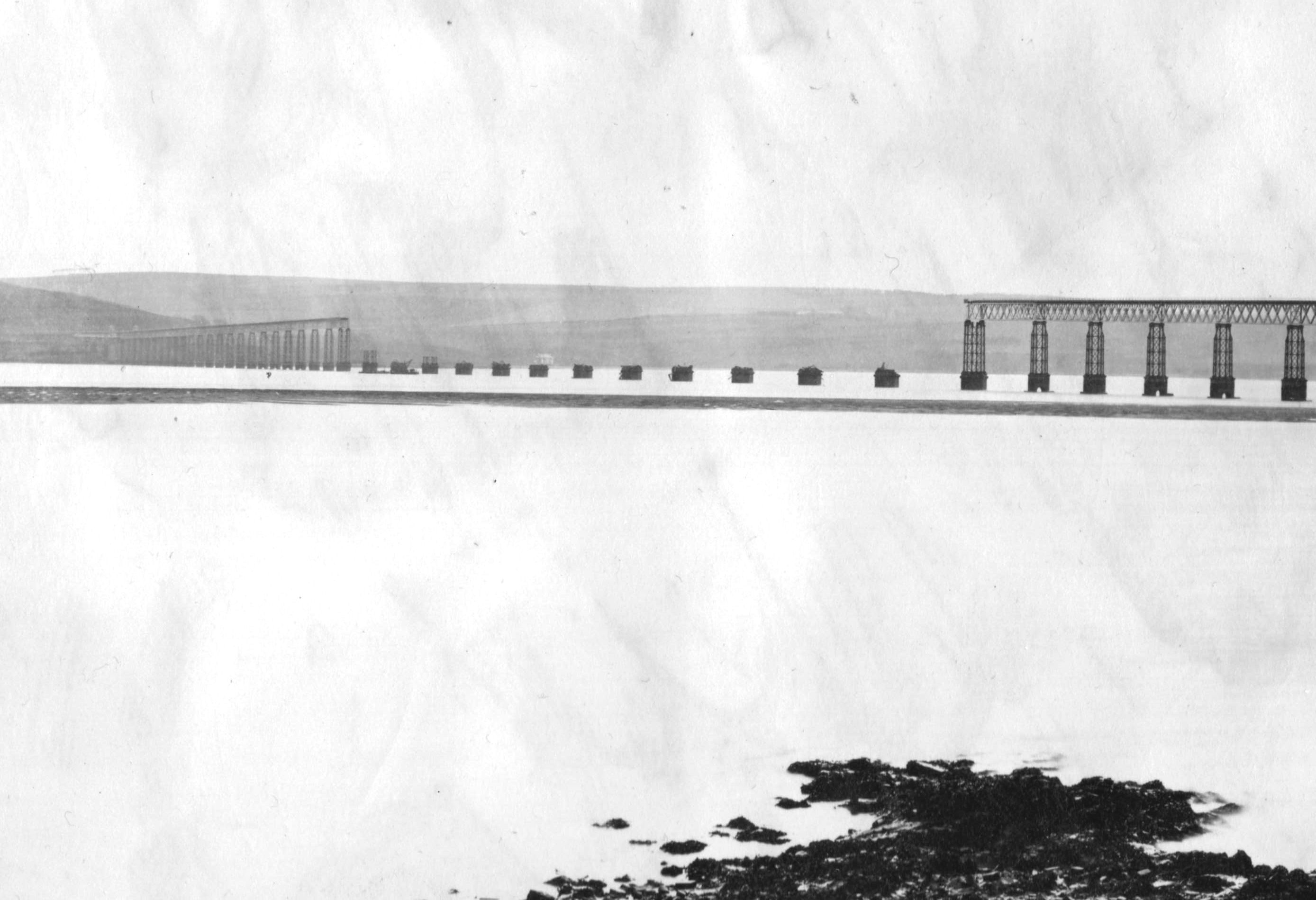
Destruction of the Tay Bridge

قام ايري بأرصاد كثيرة اكتشف خلالها شكلا جديدا من عدم التساوى بين حركة كوكب الزهرة والكرة الأرضية كما استطاع أن يعين كتلة الأرض بواسطة تحديد عجلة الجاذبية.وقام أيضا بتصحيح تأثير تشتيت الجو للألوان في أرصاد التلسكوبات الفلكية وإنجازات فلكية أخرى.

## روابط خارجية
- جورج بيدل أيري على موقع الموسوعة البريطانية (الإنجليزية)
- جورج بيدل أيري على موقع إن إن دي بي (الإنجليزية)